# Wesoły ogródek
Wesoły ogródek (ros. Веселый огород, Wiesiołyj ogorod) – radziecki krótkometrażowy film animowany z 1947 roku w reżyserii Władimira Sutiejewa.

## Fabuła
Kasia i Krzyś uwielbiają pracę w ogródku. Pewnego razu zasiali nasiona warzyw, a na straży swoich plonów postawili stracha na wróble. Dzieci pilnują wspólnie roślinek z pomocą wiernego psa Kruczka. Kasia i Krzyś sumiennie zajmują się całym ogródkiem. Podlewają go i walczą z dżdżownicami. Dzieci muszą także poradzić sobie z wizytą głodnej świnki z warchlakami, która ma wielki apetyt na warzywa.

## Animatorzy
Gieorgij Pozin, Roman Dawydow, Boris Diożkin, Rienata Mirienkowa, Lidija Riezcowa, Boris Stiepancew, Tatjana Taranowicz

## Wersja polska
Seria: Bajki rosyjskie (odc. 14)
W wersji polskiej udział wzięli:
- Monika Wierzbicka jako Kasia
- Jacek Bończyk jako Krzysiu
- Beata Jankowska
- Małgorzata Olszewska

Realizacja:
- Reżyseria: Stanisław Pieniak
- Dialogi: Stanisława Dziedziczak
- Teksty piosenek i wierszy: Andrzej Brzeski
- Opracowanie muzyczne: Janusz Tylman, Eugeniusz Majchrzak
- Dźwięk: Robert Mościcki, Jerzy Rogowiec
- Montaż: Elżbieta Joël, Dorota Sztandera, Przemysław Nowak
- Kierownictwo produkcji: Ala Siejko
- Opracowanie: Telewizyjne Studia Dźwięku – Warszawa
- Lektor: Krzysztof Strużycki